# Art of War Fighting Championship
The Art of War Fighting Championship (Art of War ou AOW) est une organisation chinoise d'arts martiaux mixtes (MMA). Art of War FC n'a aucun rapport avec l'organisation américaine portant le même nom.  Le premier événement de cette organisation, Art of War I, s'est tenue à l'université des sports de Beijing le 6 novembre 2005. Cet événement est considéré comme la première compétition professionnelle de MMA en République populaire de Chine. Le 23 mai 2009, le 12e AOW - Invincible - fut l'objet d'une promotion sans précédent en Chine, avec notamment la présence de personnalité du monde du MMA comme l'ancien champion du monde de l'UFC Tim Sylvia, le présentateur Michael Buffer, et l'arbitre « Big » John McCarthy.
De nombreux athlètes chinois de renom ont participé aux différents événements de The Art of War Fighting Championship comme le champion du monde IKF (en) et champion 2002 Sanda King, Bao Li Gao, le champion olympique et national 1996 de judo, Ao Te Gen Ba Tar, et le champion olympique et national 2004 de lutte gréco-romaine, Sai Yin Ji Ya.
De plus de nombreux sportifs internationaux ont également été invités, comme le champion WKN (pl) de muay-thaï, l'italien Filippo Cinti, le coréen vétéran du Deep (en) Jeong Ho Lee, et le japonais expert en karaté et ju-jitsu, Setsuma Takeda.
Art of War est le premier événement de MMA à être diffusé sur CCTV-5, la plus grande plateforme sportive télévisée de Chine.